# Bucculatrix dulcis
Bucculatrix dulcis är en fjärilsart som beskrevs av Edward Meyrick 1913. Bucculatrix dulcis ingår i släktet Bucculatrix och familjen kronmalar. Inga underarter finns listade i Catalogue of Life.